# ピーター・ムタリカ
アーサー・ピーター・ムタリカ（英: Arthur Peter Mutharika, 1940年7月18日 - ）は、マラウイの政治家、法学者、弁護士。2014年5月31日から2020年6月7日まで同国大統領（第5代）を務めた。
兄に当たるビング・ワ・ムタリカの大統領就任後は外交・司法顧問として、政権を支えた。2011年には旧宗主国のイギリスとの関係悪化を解決するため、外務大臣に任ぜられた。主な研究対象は国際経済学、憲法学である。

## 経歴
1965年にロンドン大学で法学部の学位を取得。アフリカ・アジア外交担当専門国連訓練研究センターで37年間教鞭を取った。2009年に兄のビング・ワ・ムタリカの大統領選挙での顧問を務めた。
ムタリカは全国事件を仲裁する3人の裁判官の一人であった。2011年8月、ムタリカは、外国人投資家が二国間投資条約違反でジンバブエ政府の上訴を認めてきた。国際投資紛争解決センターの裁判官として辞することを発表。
2014年5月31日、第5代大統領に就任。同時に対立候補であったアツペレ・ムルジをエネルギー・鉱業担当大臣に任じる。
2017年、民間人が自警団員から吸血鬼として連続殺人事件が勃発したことに対して、夜間外出禁止令を発出。捜査を厳重に行うよう命じた。
ピーター・ムタリカの大統領就任資格は、マラウイ市民権に関する疑念があったため、物議を醸すことになる。ACBは、マラウイ警察の食糧配給契約の調査により、ムタリカの民主進歩党の銀行口座に20万ドルから出資され、個人的に利益を得ていないことが明確だと述べた。
2019年マラウイ総選挙に出馬し、2020年の選挙でラザラス・チャクウェラに敗れ、得票率は約40%しか得られなかった。チャクウェラに2020年6月28日に大統領職を明け渡す。
2020年8月、マラウイ腐敗防止委員会は、大統領の特権である50億ドル相当の非課税輸入に関する汚職調査で、ピーターと妻のガートルードの銀行口座を凍結させた。2024年8月、ムタリカの立候補はDPPによって承認される。

### 私生活
ムタリカには、クリストフィーヌとの間にモイェンダとモニークという2人の娘とマホペラという息子を儲ける。先妻のクリストフィーヌは1990年1月1日に病で他界。30年間男寡だったが、国会議員のガートルード・マセコと再婚。